# Blanki

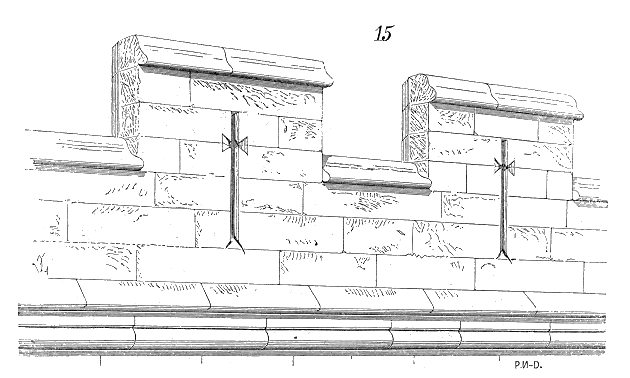
Blanki, XV wiek (rysunek z Dictionnaire raisonné de l’architecture française du XIe au XVIe siècle, Eugène Viollet-le-Duc, 1856)

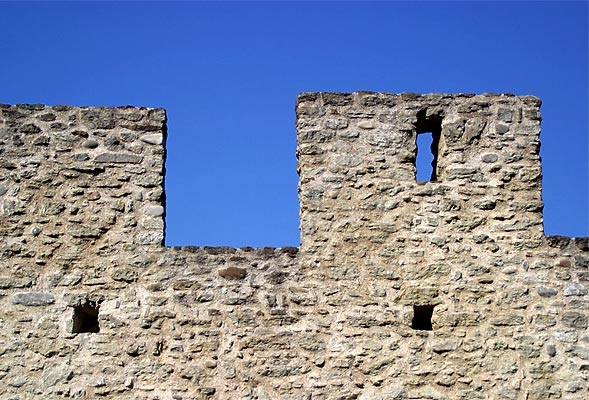
Blanki muru otaczającego Lenzburg

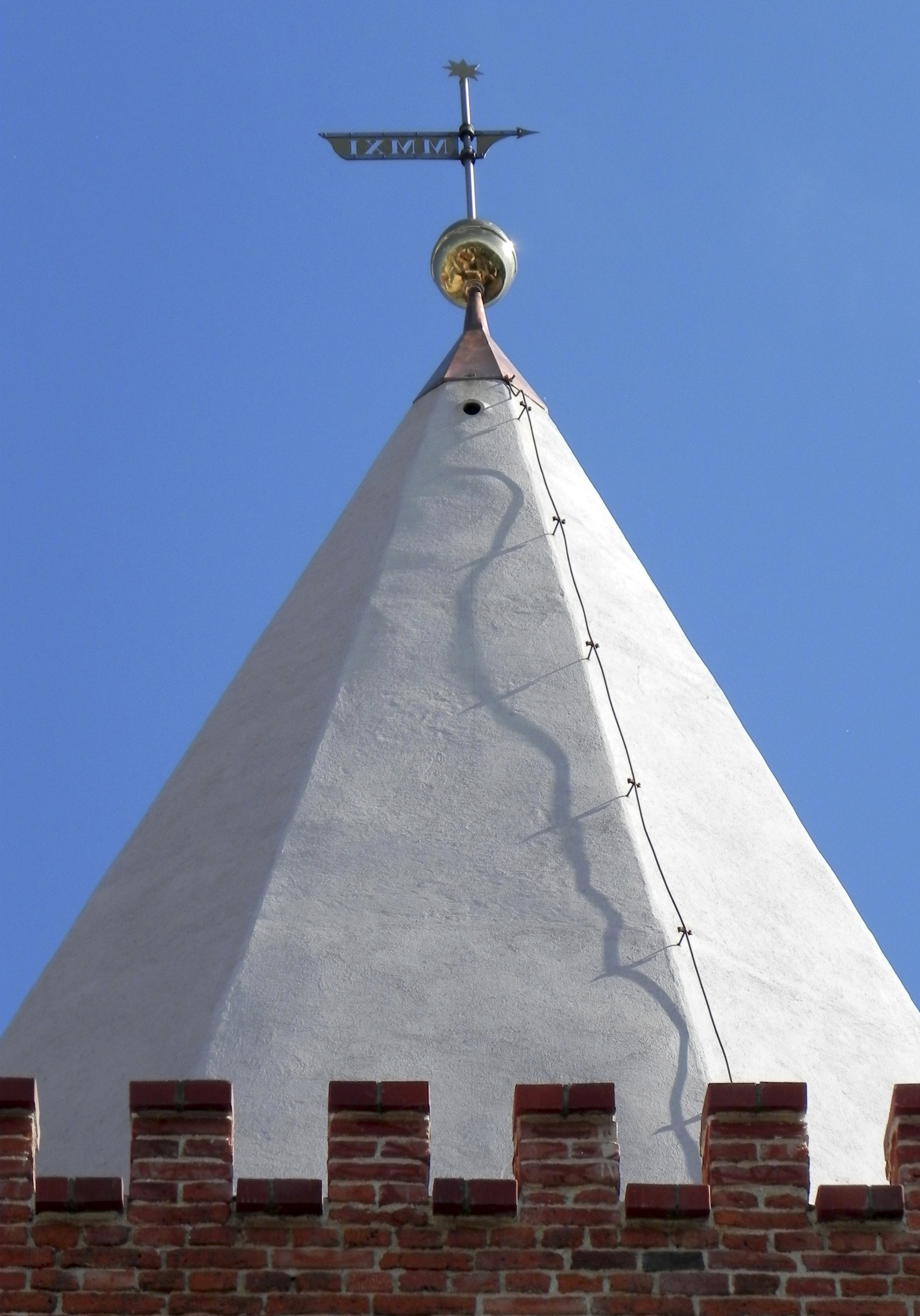
Blanki Bramy Wodnej w Bystrzycy Kłodzkiej

Blanki (krenelaż) – element architektoniczny w postaci zwieńczenia murów obronnych i baszt tzw. zębami – merlonami, pomiędzy którymi znajduje się wolna przestrzeń (tzw. miedza), co miało ułatwić obronę w czasie oblężenia. Blanki stanowiły przedpiersie wieńczące mur, jednocześnie chroniąc biegnący za nimi chodnik strzelecki. W czasie walk w prześwitach pomiędzy zębami byli rozlokowani łucznicy.
W miarę rozpowszechniania się broni palnej w zębach przebijano wąskie strzelnice, likwidując z czasem prześwity pomiędzy merlonami.
Wyróżnia się dwa typy krenelażu:
- blanki gibelińskie – typ krenelażu dekoracyjnego, który rozpowszechnił się w XIV–XV w., zwłaszcza we Włoszech. Merlony miały kształt „jaskółczego ogona”. Stosowane nie tylko w budowlach militarnych, ale także na budowlach nieobronnych (wówczas bez wyciętych strzelnic)[2].
- blanki gwelfowskie – z merlonami prostokątnymi[2].

Blanki wykorzystywano w budownictwie obronnym, głównie w średniowieczu. W okresie późniejszym, w stylach nawiązujących do średniowiecza, stały się elementem dekoracyjnym, wieńczącym budowle nieobronne. Szczególnie często wykorzystywano je w architekturze neogotyku.
Jedną z bydgoskich ulic w południowej części Starego Miasta nazwano Pod Blankami.